# Трупний синод

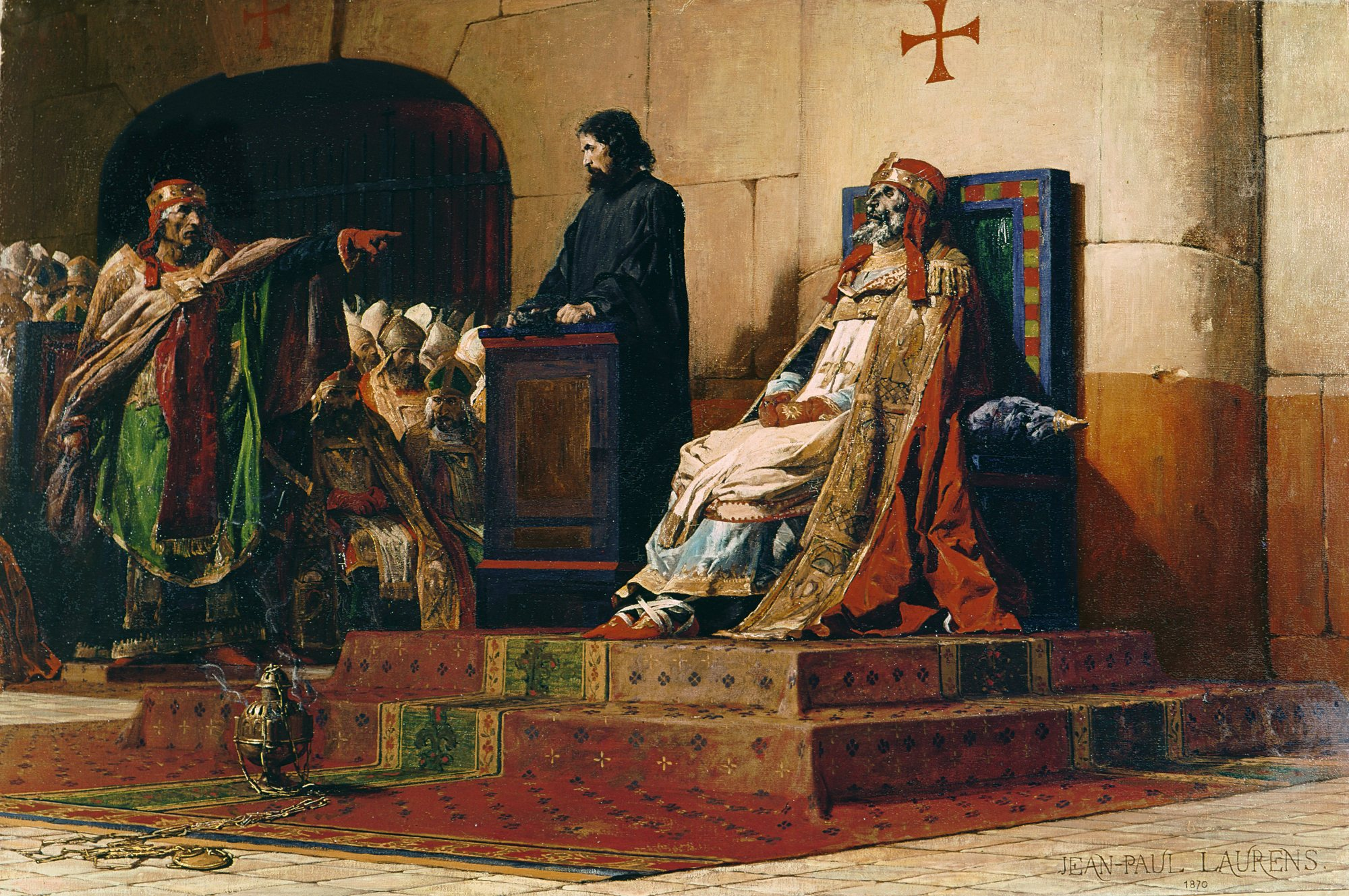
Папа Формоз та Степан VI.
Зображення трупного синоду на картині Жана Поля Лоранса, 1870

Тру́пний сино́д (лат. synodus horrenda — жахливий синод) відбувся в січні 897 року у Латерані. Фактично являв собою церковний трибунал над ексгумованим трупом папи Формоза. Ця подія одна з найбільш неоднозначних в історії папства, викликала розкол у церкві й дестабілізувала римський понтифікат на межі IX і X століть.

## Підґрунтя
У IX–X ст. папство переживало тяжку політичну і моральну кризу. При відсутності надійної економічної та політичної опори понтифік перетворювався на маріонетку володарів тускулумських, сполетських, неаполітанських і беневентських. Кожен з яких прагнув до збільшення своєї території володарювання та нападав на Папську область. Особливо запеклим були апетити маркграфів Сполето з роду Гвідонідів. За 93 роки з 872 по 965 року на папському престолі змінилося 24 понтифіки. У середньому кожен понтифікат тривав три-чотири роки. Провідні сенаторські роди Риму, що теж представляли інтереси феодальних родів Італії, шляхом інтриг і махінацій проводили в Латеран своїх ставлеників, а також усували їх у разі потреби. Убогі та уривчасті відомості про пап того часу сприяли виникненню найнеймовірніших легенд — наприклад, про те, що у свій час папою була жінка. Папа Формоз (891–896) коронував під примусом 892 року імператора Ламберта II Сполетського, а потім зробив спробу протиставити його впливу одного з останніх Каролінгів, Арнульфа Каринтійського. Він закликав Арнульфа в Рим, освятив його на імператорський трон і намагався схилити до вторгнення у володіння маркграфів Сполетських. Дорогою до Рима Арнульф встиг осадити в Павію і витіснити звідти Ламбертового батька Гвідо III, коронованого імператором ще попередником Формоза. Гвідо помер, намагаючись мобілізувати своїх прихильників у Ломбардії. Незважаючи на багатообіцяючий початок, скороспішна хвороба і смерть як Арнульфа, так і Формоза поклали край їхнім антигвідонідським спробам.

## Судилище
Після смерті Формоза прихильники Гвідонідів усунули його наступника Боніфація VI і поставили папою молодого Стефана. Він був нащадком сполетського роду, призначений Формозом в єпископи латинського міста Ананьїв. У січні 897 року в Рим прибули Ламберт і його кузен Гвідо IV. Припускається, що саме вони зажадали ексгумувати труп померлого за дев'ять місяців до цього Формоза, і судити його. Стефан і сам був зацікавлений в оголошенні постанов Формоза недійсними, бо серед таких виявилося і його рішення про призначення Стефана на єпископа. Річ у тому, що Нікейський собор забороняв єпископам переходити з кафедри на кафедру; відповідно, римським єпископом не міг бути обраний єпископ іншого міста. Судове засідання, подібного якому не знайти в анналах «вічного міста», розгорнулося в Соборі Святого Івана в Латерано. Папа звелів посадити на трон напіврозкладене тіло свого попередника і піддав його посмертному допиту, під час якого за небіжчика відповідав, наслідуючи його голосу, диякон, що сховався за троном. Формозові приписувалися всі ті звинувачення, які висував проти нього ще Іван VIII, а саме: віроломство, перехід з одної єпископської кафедри (Порто) на іншу (Рим) в обхід встановленої Нікейським собором заборони, а також вчинення ним, мирянином, релігійних таїнств. Крім того, Формозу ставилося в провину вінчання на царство «байстрюка» Арнульфа за життя законних імператорів Гвідо і Ламберта. За підсумками синоду обрання Формоза було оголошено недійсним, його укази скасовані, а пальці, якими він робив хресне знамення, були відрубані. Тіло Формоза, позбавлене одягу, без будь-яких знаків папського гідності, проволокли по вулицях «вічного міста» і закопали у братській могилі для чужинців. Пізніше воно було викопане (ймовірно, цвинтарними злодіями, що очікували багатої поживи) і з прикріпленим вантажем скинуте в Тибр.

## Наслідки
Під час знущання з трупа Формоза, Латеранський храм зструсив землетрус, що викликало його часткове обвалення. Це знамення розбудило в римлянах побожний жах і порушило загальне обурення проти зневажувачів Формоза. Пішли чутки, що виловлене з Тібру тіло понтифіка стало творити чудесні зцілення. Римська чернь збунтувалась, папа Стефан опинився у в'язниці і там його задушили. Його наступник Теодор II реабілітував Формоза і з почестями перепоховав одягнене в папські ризи тіло понтифіка. Роком пізніше папа Іоанн IX зі схвалення Ламберта Сполетського заборонив надалі судити покійників, піддав Трупний синод формальному осуду і велів спалити всі документи, які відносяться до нього.
Однак антиформозівська партія не вважала себе переможеною і висунула на римську кафедру кандидатуру патриція Сергія, який брав найдіяльнішу участь у підготовці та проведенні злощасного собору. Всіх наступників Стефана Сергій вважав антипапами. Хаос в Латерані тривав із 896 по 904 рік. І весь цей час за лаштунками йшла боротьба між прихильниками та противниками Формоза, про яку достовірних джерел збереглося дуже мало. Детальніше інших повідомляють про цей період Ліутпранд Кремонський і Регінон Прюмський. За цей час на папському престолі змінилося сім пап (не рахуючи одного антипапи), які по черзі піддавали своїх попередників анафемі. Деякі (як, наприклад, Теодор II і Роман) вмирали за нез'ясованих обставин всього через кілька тижнів після обрання, що кидало на папський престол досить зловісну тінь. Крапку в історії Трупного собору поставив Сергій III (904–911), який нарешті оволодів Римом завдяки збройній допомозі тускуламского коміта Теофілакта і камеринського маркграфа Альберіха. Своїх попередників — папу Лева V і антипапу Христофора — він розпорядився затримати, бажаючи їх убити. Сергій скасував рішення Теодора II та Іоанна IX, піддав Формоза новому осуду і звелів вигравіювати на надгробку Стефана хвалебну епітафію. З цього «несправедливого, і кровожерного» понтифіка в Римі почався не менш скандальний період Порнократії.